# Erythrandra
Erythrandra (лат.) — род серых мясных мух из подсемейства Paramacronychiinae (Sarcophagidae). Канада и США.

## Описание
Ариста опушенная короткими волосками, длина самых длинных волосков не больше наибольшего диаметра аристы; гонококситальная доля (парамер) без перепончатой доли у основания; фаллос латерально сжат и без субапикальных рук. Щупики желтовато-оранжевые. Неарктика.

## Классификация
- E. picipes Brauer & von Bergenstamm, 1891[1] — США (Аризона, Иллинойс, Джорджия, Миннесота, Орегон, Южная Дакота).
- E. distincta (Townsend, 1892)[4] — Канада (Онтарио, Саскачеван), США (Колорадо, Коннектикут, Флорида, Джорджия, Массачусетс, Миннесота, Техас)